# Бурас, Мария Михайловна
Мария Михайловна Бурас (род. 16 июля 1958, Москва, РСФСР) — прозаик, писатель, лингвист, переводчик. Финалист литературной премии «НОС» (2020), шорт-лист «Большой книги» (2020).

## Биография
Родилась 16 июля 1958 году в Москве, в семье инвалида Великой Отечественной войны, инженера-строителя Михаила Львовича Бураса (1925—1993) и его жены, Марины Борисовны Лепорк (1927—2012), архитектора. Михаил Львович со школьных лет дружил с Ю.Даниэлем. В семье двое детей — дочери Елена и Мария. Жена Максима Кронгауза (род. 1958)
Завершив обучение в школе, поступила и успешно окончила обучение на филологическом факультете Московского государственного университета им. М. В. Ломоносова, училась на отделении структурной и прикладной лингвистики. После получения диплома о высшем образовании стала работать в газетах «Коммерсантъ-Daily», «iностранец», позже трудилась в должности директора по PR и рекламе в компания СOFIDEC, затем работала генеральным директором агентства PR-Technologies. Работала на должности генерального директор Центра прикладных коммуникаций, была редактором журнала «Коммерсантъ-Наука».
Осуществляла организационную и коммуникационную поддержку шестой ежегодной Выставки британского образования EducationUK, проводимой под эгидой Британского совета, осуществляла PR-сопровождение постановки оперы «Борис Годунов» у стен Святогорского монастыря, а также PR-поддержек премьер Большого театра — опер «Руслан и Людмила», «Дети Розенталя». Участвовала в организации Фестиваля искусств «Балтийские сезоны», который проходил в Калининграде, и в организации Летнего института русской культуры для зарубежных слушателей.
Является автором более 90 журналистских научных и публицистических лингвистических статей, а также художественных и научных переводов с английского языка. В совершенстве владеет английским и немецким языками. Участница создания автоматического англо-русского перевода, в издательстве «Русский язык» являлась редактором словарей. Пишет детские книги и нон-фикшн. В соавторстве с супругом Максимом Кронгаузом написали две детские сказки о братьях Пете и Осе: «Выше некуда» и «Откуда берутся дети».
В 2019 году в издательстве Individuum вышла книга Марии Бурас «Истина существует. Жизнь Андрея Зализняка в рассказах её участников». Произведение является первой биографией лингвиста Андрея Анатольевича Зализняка. Данная книга вызвала интерес у читателя и критиков, вошла в шорт-лист литературной премии «Большая книга» в 2020 году, а также стала финалистом премии «НОС».
Живёт в Москве.

## Отзывы
В журнале «Знамя» была представлена рецензия на книгу Марии Бурас «Истина существует. Жизнь Андрея Зализняка в рассказах её участников»:
Автор отказывается разбирать научные достижения Зализняка («Мне это не по чину», — признается она в самом начале, но все-таки, хоть и чужими устами, о них рассказывает). Главное, она старается понять, «откуда же взялся Андрей Анатольевич Зализняк, он же Заля, как звали его школьные друзья, и чем он так замечателен ?» Ну, откуда берется чудо, мы все равно не поймем, а вот о том, как оно устроено, кое-что себе представить возможно — в том числе и с помощью этой книги.

## Награды и премии
- 2020 — финалист «НОС», с книгой «Истина существует. Жизнь Андрея Зализняка в рассказах её участников»;
- 2020 — шорт-лист «Большой книги», с книгой «Истина существует. Жизнь Андрея Зализняка в рассказах её участников»[8].